# Skjoldvulkan
|  | Se også Skjoldvulkan (Månen) |
Skjoldvulkan er en vulkan som er formet som et skjold, med slanke skråninger mellem 2-10 grader og tyndtflydende magma. Et eksempel er Mauna Loa på Hawaii som stiger 10 km op fra havbunden.
Den er forholdsvis flad fordi lavaen er tyndtflydende. Derfor betegnes den "skjold" vulkan.